# Спортивная аэробика

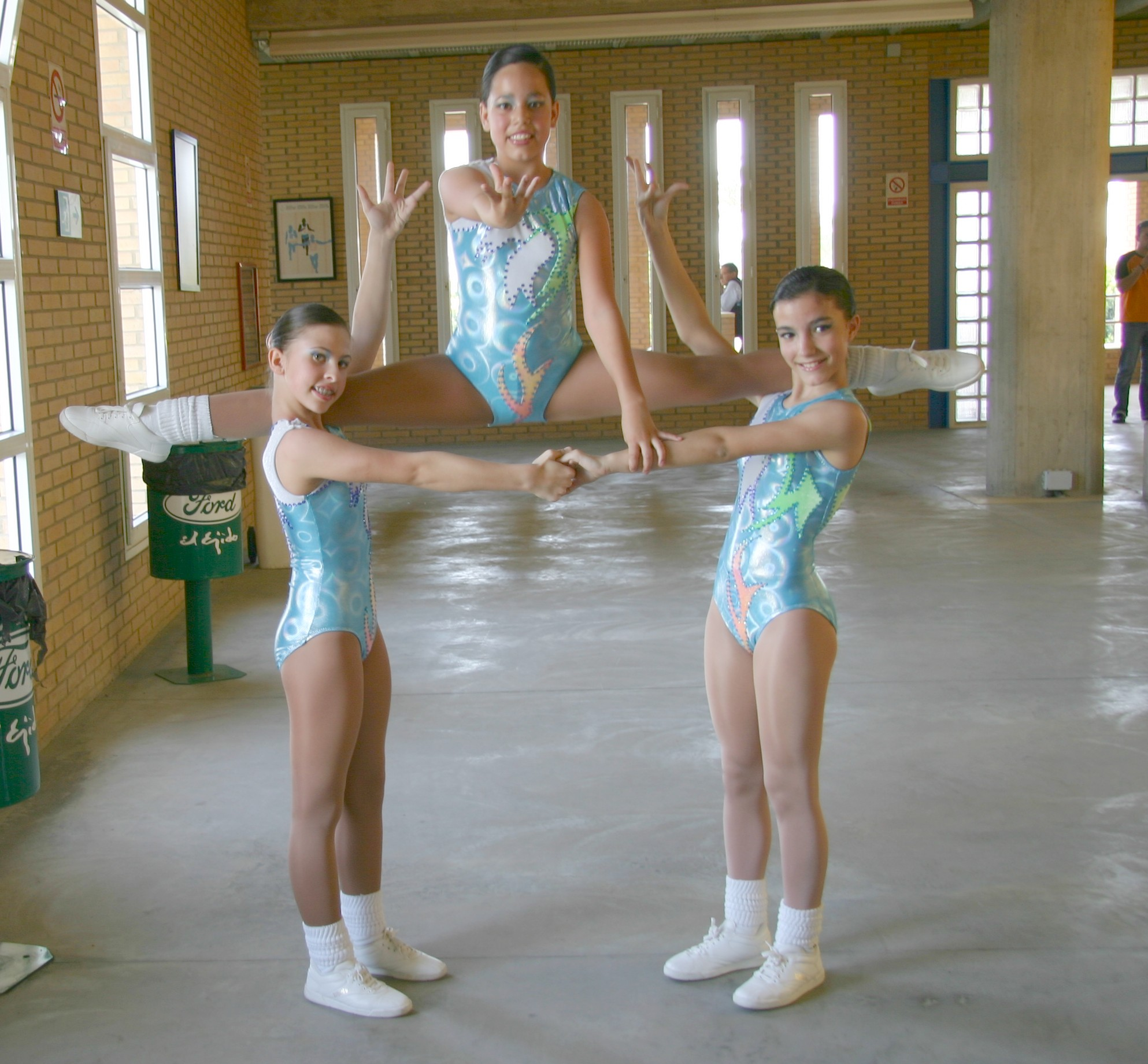
Команда по спортивной аэробике

Спорти́вная аэро́бика — вид спорта, официально зарегистрированный во Всероссийском реестре видов спорта. Спортивная аэробика является одним из пяти видов гимнастики (наряду со спортивной и художественной гимнастиками, акробатикой и прыжками на батуте), признанным и пропагандируемым Международной федерацией гимнастики (FIG).

## История развития
Слово «аэробика» применительно к различным видам двигательной активности, имеющим оздоровительную направленность, вошло в обиход в 60-е годы XX века с легкой руки американского врача Кеннета Купера. В его книге «Аэробика», изданной в 1963 году, были изложены результаты исследований влияния аэробных нагрузок на человеческий организм. Так, мир узнал о пользе таких видов физической активности, стимулирующих работу сердечно-сосудистой и дыхательной систем, как ходьба, бег, плавание, катание на коньках и лыжах. Купер отмечал большой вклад американской танцовщицы Джеки Сорренсен в развитии танцевального направления аэробики.
Американская актриса Джейн Фонда творчески подошла к списку аэробных тренировок и значительно обогатила танцевальную аэробику, объединив комплекс танцевальных упражнений, выполняемых под музыку в формат урока. В 1979 году Фонда открыла свою первую студию аэробики в Беверли Хиллз. Позднее, в 1981 году, она опубликовала иллюстрированное издание «Книга разработок Джейн Фонды», которое к 1986 году было распродано в количестве двух миллионов экземпляров. В 1980-е годы занятия аэробикой завоевали необычайную популярность среди борцов за стройность по всему миру.
С середины 1980-х годов в США, а затем и в странах Европы, Азии и Латинской Америки стали проводиться конкурсы и фестивали по аэробике, впоследствии преобразовавшиеся в соревнования. Как отмечает А. А. Сомкин (2001), свой вклад в развитие этого вида спорта внесли возникшие международные федерации АНАК (ANAC — Association of National Aerobic Championship), ФИСАФ (FISAF — Federation International of Sports Aerobics and Fitness), СУЗУКИ (The Suzuki World Cup), ИАФ (IAF — International Aerobic Federation). Спортивная аэробика — как один из видов гимнастики, развивающийся под руководством Международной федерации гимнастики (FIG), существует с 1995 года.
В сферу деятельности FIG входит разработка правил и регламента соревнований, организация крупнейших международных турниров и патронаж крупных региональных и континентальных соревнований, подготовка судей, тренеров и специалистов, популяризация и пропаганда видов гимнастики с помощью современных средств массовой информации. Сегодня в FIG спортивная аэробика по количеству стран-участниц занимает второе место (после спортивной гимнастики) и насчитывает 87 стран. Попытки руководителей FIG (J. Atkinson, B. Grandi, 1998) объединения существующих в мире федераций, развивающих аэробику, в единую федерацию пока не увенчались успехом. В связи с этим спортивная аэробика пока не имеет достаточных оснований для включения в программу Олимпийских игр.
В России Федерация спортивной аэробики была создана в 1992 году. Впоследствии она была перерегистрирована во Всероссийскую Федерацию спортивной и оздоровительной аэробики. Федерация, как единственное спортивное общественное объединение на территории и в границах РФ, имеет полномочия по развитию этого вида спорта на федеральном уровне и представляет интересы спортивной аэробики в международных организациях. На сегодняшний день более 50-и субъектов Российской Федерации являются членами Федерации спортивной и оздоровительной аэробики.
В 2003 году в Санкт-Петербурге впервые в истории российского спорта состоялся 2-й финал Кубка мира по спортивной аэробике (FIG), получивший широкий резонанс в спортивном мире и высокую оценку официальных международных представителей, в том числе и представителя Олимпийского комитета.
Ежегодно российские спортсмены принимают участие в различного рода международных соревнованиях по спортивной аэробике, неизменно демонстрируя высокий уровень подготовки. С 1995 года на чемпионатах мира, этапах и финалах кубков мира и Мировых играх (аэробика одна из дисциплин), проходящих под руководством и патронажем FIG, сборные команды России завоевали 8 золотых, 10 серебряных и 9 бронзовых медалей.
Наиболее активно спортивная аэробика развивается в таких городах и регионах России, как Москва и Московская область, Санкт-Петербург и Ленинградская область, Екатеринбург, Новосибирск, Иркутск, Челябинск, Иваново, Тюмень, Омск, Псков, Магнитогорск, Казань, Башкортостан, Сургут, Краснодарский край.
Количество выступлений спортсменов в разных видах на международных соревнованиях по аэробике за период с 1995 по 2002 годы
| Виды соревнований          | 1-й ЧМ 1995 | 2-й ЧМ 1996 | 3-й ЧМ 1997 | МИ 1997 | 4-й ЧМ 1998 | 5-й ЧМ 1999 | 1-й ЧЕ 1999 | 6-й ЧМ 2000 | 1-й КМ 2001 | МИ 2001 | 2-й ЧЕ 2001 | 7-й ЧМ 2002 |
| -------------------------- | ----------- | ----------- | ----------- | ------- | ----------- | ----------- | ----------- | ----------- | ----------- | ------- | ----------- | ----------- |
| ИМ                         | 29          | 28          | 26          | 8       | 39          | 55          | 15          | 38          | 8           | 7       | 17          | 44          |
| ИЖ                         | 28          | 32          | 31          | 8       | 41          | 56          | 21          | 49          | 8           | 8       | 25          | 50          |
| СП                         | 22          | 32          | 20          | 8       | 31          | 42          | 17          | 29          | 8           | 8       | 19          | 34          |
| ТР                         | 20          | 19          | 21          | 8       | 28          | 45          | 16          | 29          | 8           | 9       | 19          | 33          |
| ГР                         | 0           | 0           | 0           | 0       | 0           | 0           | 7           | 0           | 0           | 0       | 10          | 19          |
| Во всех видах соревнований | 99          | 111         | 98          | 32      | 139         | 198         | 76          | 145         | 32          | 32      | 90          | 180         |

## Описание
Спортивная аэробика — это сложный и эмоциональный вид спорта, в котором спортсмены выполняют под музыку комплекс упражнений с высокой интенсивностью и сложно координированными элементами, выступление длится от одной до трёх минут (зависимости от возраста) на площадке 7×7 или 10×10 м с любым гладким покрытием. В спортивной аэробике используются элементы из спортивной и художественной гимнастики и акробатики. Большое внимание уделяется хореографии, а в программах смешанных пар, троек и групп взаимодействию между партнёрами. Соревнования проводятся по нескольким номинациям: индивидуальные (отдельно для мужчин и женщин), смешанные пары, трио и группы. При оценке программы судьями учитывается искусство движений, в которых проявляется не только сила, выносливость, гибкость, а также артистичность исполнения и сложность программы. Знакомство России со спортивной аэробикой состоялось в 1989 году, когда основатели этого вида спорта, — американские спортсмены-супруги Шварц, продемонстрировали свою программу специалистам на базе Московского государственного института физической культуры и спорта и Ленинградского государственного университета. Программа вызвала большой интерес, и уже в 1990 году в Санкт-Петербурге прошёл первый чемпионат СССР. Тогда же в 1990 году в США в Сан-Диего прошёл первый неофициальный чемпионат мира, в котором приняли участие спортсмены из 16-и стран.
Ежегодно проводятся этапы Кубков мира, раз в два года — чемпионаты Европы (с 1999 года), а Всемирные игры, являющиеся альтернативой Олимпийским играм для неолимпийских видов спорта — раз в четыре года.
Основными международными соревнованиями по аэробике, проводимыми под руководством и патронажем FIG, являются чемпионаты мира, этапы (серии) и финалы кубка мира, мировые игры (аэробика как одна из дисциплин), континентальные чемпионаты (для нас важен чемпионат Европы).
Чемпионаты мира (с 1-го (1995 год) по 6-й (2000 год), проводились ежегодно), Европы, и международные турниры носили личный характер. В 2002 году на 7-м чемпионате мира помимо личного впервые было разыграно командное первенство. Каждая национальная федерация заранее определяла спортсменов для участия в командном первенстве. Согласно дополнениям к «Техническим правилам ФИЖ» (2002) победителем в командном первенстве становилась национальная федерация, спортсмены которой получили меньшую сумму по занятым местам (рейтингу) в квалификационных соревнованиях. Учитывались результаты выступлений смешанных пар, троек, групп и одного из солистов (лучшее место мужчины или женщины). Аэробика в мировых играх и кубке мира — «рейтинговое» соревнование. Для участия в них (МИ, КМ) спортсмены проходят специальный отбор, участвуя в чемпионатах мира (для финала КМ ещё в континентальных и национальных чемпионатах), предшествующих основным соревнованиям. Личное первенство во всех соревнованиях определялось по результатам финалов. Победителем становился спортсмен с лучшей суммой баллов.
Традиционно наиболее упорная борьба на международных соревнованиях разворачивается между представителями таких стран, как Россия, Румыния, Испания, Болгария, Япония, Корея, Чили, Италия, Франция, Китай, Бразилия, Новая Зеландия.
Спортсмены выступают в категориях: индивидуальные мужские, индивидуальные женские, смешанные пары, тройки и группы (5 спортсменов), а также танцевальная гимнастика (Aerodance) и гимнастическая платформа (Aerostep).
Спортсмены разделены на возрастные группы: 6—8, 9—11, 12—14 , 15—17 и 18+, и соревнуются только в своей категории и в своей возрастной группе.
Соревновательная программа гимнаста представляет собой композицию из различных по сложности и содержанию движений и элементов, выполняемых с высокой интенсивностью под музыку. При выполнении программы спортсмен должен выполнить элементы на силу, гибкость, ловкость и выносливость из структурных групп (А, В, С, D).
На различных этапах подготовки этот вид спорта способствует укреплению здоровья и гармоничному развитию функций организма детей и подростков, формированию правильной осанки, развитию общей физической подготовки, способствует развитию хореографических, музыкальных, акробатических навыков, а также морально-волевых качеств.
Постоянное совершенствование правил соревнований по аэробике также способствует развитию этой спортивной дисциплины. В таблице 2 представлены изменения требований к основным разделам правил (по разным версиям правил FIG, 1994, 1997, 2001 годов). Рассматриваемые материалы показывают, что основные разделы сохранились во всех версиях правил соревнований, но внесённые в разные годы изменения тем или иным образом корректируют как содержание упражнений спортсменов, так и требования к их судейству. Неизменным остался возраст участников соревнований (не менее 18-и лет на год проведения соревнований). Во второй версии правил — 1997—2000 была уменьшена длительность упражнения, с 1 мин 55 с ± 10 с до 1 мин 45 с ± 5 с.

## Система оценивания
Упражнение оценивается по трём критериям — исполнение, артистизм и сложность. Исполнение и артистичность оценивают по 4 судьи, сложность оценивают 2 судьи, также присутствует судья по линии (следит за заступами за площадку). Максимум по исполнению и артистичности можно получить 10 баллов, сложность зависит от сложности исполняемых элементов. За различные нарушения могут вычитаться баллы (сбавки).
Важной частью любой соревновательной программы была и остаётся артистичность. Требования к артистичности незначительно изменились в ходе эволюции правил. После 1997 года были упразднены такие разделы хореографии, как «зеркальная восьмёрка» и «хореографическая дорожка». Дополнительная оценка постепенно уменьшалась от максимальной 2 балла до 1 балла («бонус» за особые находки в хореографии, проявление при выполнении упражнения индивидуальности и высоких актёрских способностей), затем вообще была упразднена. Корректировке подверглись требования к исполнительскому мастерству спортсменов. Координация, интенсивность, выносливость, ранее оцениваемые судьями исполнения, с 2001 года отнесены к разделу артистичности. Определение отклонений в исполнении от модельных характеристик упражнений, осанка и синхронность движений партнёров позволяют судье исполнения произвести сбавки за технику (от 0,1 до 0,5 балла), суммировать из и затем определить оценку спортсмена.
Наиболее существенные изменения правил произошли в разделе «сложность». В первую очередь это относится к уточнению количества и классификации структурных групп элементов (с 6 основных групп до 4), увеличению групп ценности элементов (от 0,1 до 1,0 балла). Английская аббревиатура — A, B, C. D, E, F, G, применявшаяся для обозначения ценности элементов в таблице, и использование этих же букв для обозначения структурных групп элементов приводили к путанице при записи упражнений. С 2002 года упразднены буквенные символы для обозначения ценности элементов в таблице приложения III правил соревнований.
Существенно изменилось количество и содержание элементов, разрешённых для выполнения в соревновательной программе. Вначале «формула сложности» была 16/15, то есть в упражнение включались не более 16-и элементов, а учитывались и суммировалась ценность только 15-и наиболее сложных и выполненных с соблюдением минимума требований к сложности. Затем была введена формула «20/16», но окончательная оценка по сложности уменьшалась коэффициентами (для ИМ, ИЖ, СП полученная сумма баллов делилась на коэффициент 2, в зависимости от соотношения мужчин и женщин в тройке использовались коэффициенты 2; 1,7; или 1,8). Разрешение исполнять в соревновательной программе до 20-и элементов, совпавшее с уменьшением длительности упражнения, привело к значительному сокращению раздела хореографии и обеднило соревновательные программы. В связи с этим с 1998 года формула изменилась на «16/12» и, наконец, с 2001 года она преобразовалась в «12/6/2». Последний вариант расшифровывается так — можно использовать в соревновательном упражнении максимально 12 элементов, из них только 6 могут быть выполнены «на полу» (упоры, шпагаты) и только 2 из этих 6 могут содержать падение в упор лёжа. Если эти требования соблюдены и элементы выполнены в соответствии с минимальными требованиями судей сложности к их качеству, то суммируется ценность всех 12-и элементов. К сожалению понижающие ценность упражнения коэффициенты сохранились. Уже после издания последней версии правил соревнований, за несколько месяцев до начала чемпионата мира 2002 года технический комитет FIG ввёл ещё одно требование к содержанию упражнений, касающееся ограничения однотипных элементов (не разрешено выполнение более одного из структурной группы). Пока трудно судить, как это скажется на разнообразии элементов, используемых в соревновательных программах.
С 2002 года уменьшились сбавки за нарушения длительности соревновательной программы (0,5 или 1,0 балл); нарушения размеров площадки (выход за линию разметки — 0,1 балла); нарушения в костюме и внешнем виде спортсмена (0,5 или 2,0 балла в зависимости от характера нарушений). Больше внимания стало уделяться тематике программы и музыки (за использование запрещённых тем сбавка 2,0 балла), а также качеству фонограммы (сбавка до 0,5 балла).
Весьма важные изменения затронули и систему определения оценок в соревнованиях. Последняя версия правил по этому разделу является наиболее совершенной. Введены критерии минимальных расхождений между оценками судей и оценки четырёх судей (артистичности и исполнения) подвергаются анализу с этих позиций. Предусмотрена разная система определения окончательной оценки в зависимости от величины расхождения между оценками судей. Шкала допустимых расхождений представлена в правилах соревнований. При допустимом расхождении их двух средних оценок, выводится средняя арифметическая, а при значительном расхождении окончательной оценкой является среднеарифметическая из четырёх оценок. Сложность упражнения судят 2 судьи, если их оценки согласованы, то из двух одинаковых выводится средняя арифметическая и затем она делится на соответствующий понижающий коэффициент. Если мнение этих судей не совпадает, то каждый выставляет свою оценку, и дальше процедура определения окончательной оценки повторяется.
В соответствии с традициями гимнастики в спортивной аэробике максимальная (комплексная) оценка суммирует результаты всех разделов судейства, производятся вычеты за нарушения, и по окончательной оценке определяется победитель соревнований. При совпадении окончательной оценки у нескольких спортсменов предусмотрена система определения победителя учетом её составляющих (преимущество отдается оценке артистичности).